# L.P.J. de Decker

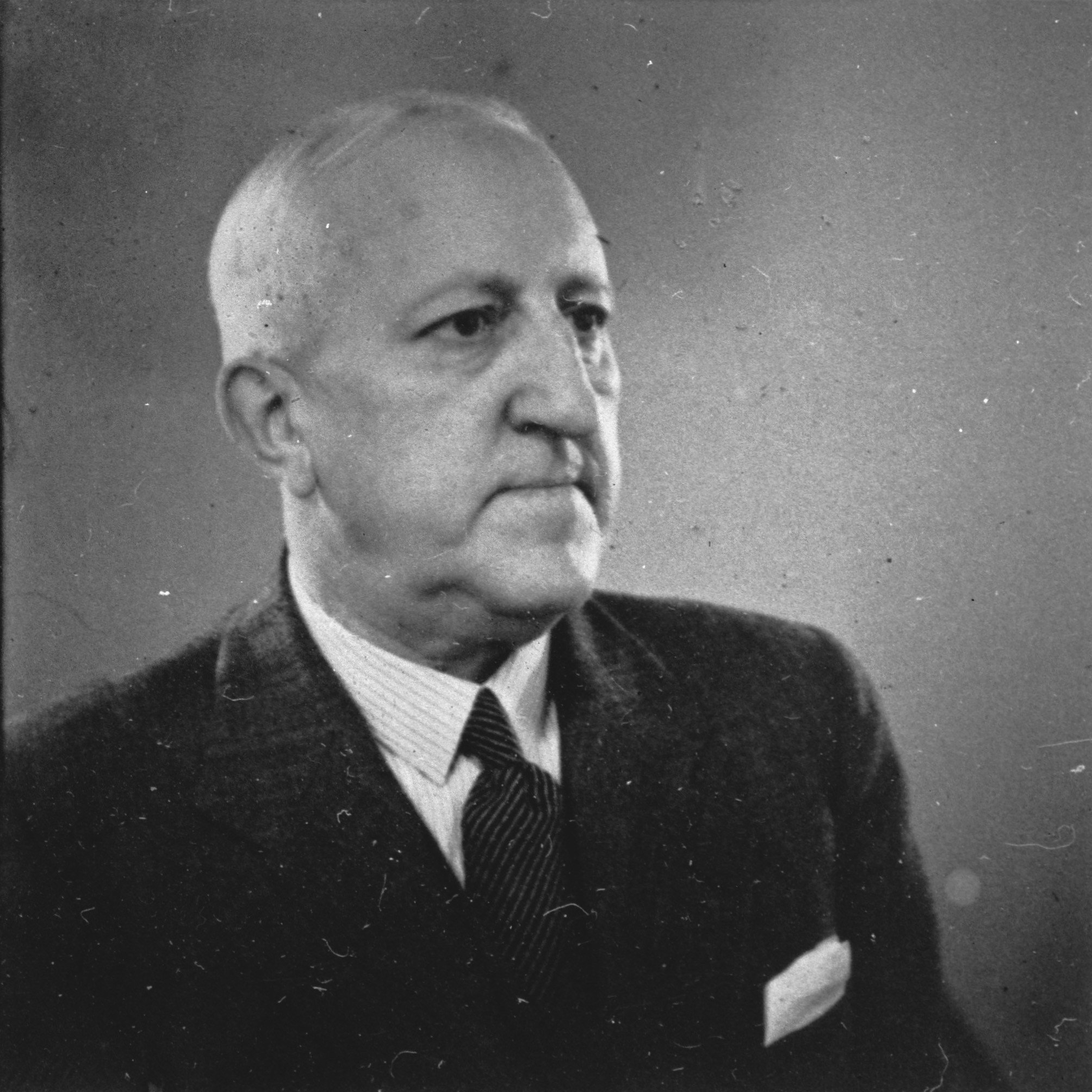
L.P.J. de Decker in Londen (1944)

Leendert Pieter Johan de Decker (Berchem, 12 augustus 1884 – Nunspeet, 9 december 1948) was een Nederlands diplomaat.

## Loopbaan
De Decker slaagde in november 1913 voor het examen consulairen dienst en werd als aspirant-vice-consul benoemd op het Nederlandse consulaat in Düsseldorf. Van augustus 1917 tot juni 1919 nam hij als vice-consul het consulaat in Hamburg waar tijdens het verlof van consul-generaal A.A. Flaes. In augustus 1919 werd hij naar Tanger gezonden om de consul G.C. Advocaat waar te nemen tijdens diens verlof.
In november 1921 werd hij bevorderd tot consul. Tot december 1921 was hij vice-consul in Yokohama en werd toen consul in Singapore. In mei 1923 werd De Decker consul in Hongkong. In juni 1924 nam hij de post in Bangkok waar. In september 1925 keerde hij terug naar Nederland waar hij werkzaam was op het ministerie van Buitenlandse Zaken. In februari 1927 werd De Decker bevorderd tot consul-generaal. In mei 1927 nam hij de diplomatieke post in Tehran waar. In augustus 1928 werd hij gedecoreerd als officier in de Orde van Oranje-Nassau. De Decker keerde in mei 1930 met groot verlof terug naar Nederland. Vanaf 1 december 1930 werd hij belast met het consulaat in Düsseldorf, eerst waarnemend en vanaf april 1931 als vaste betrekking als consul-generaal. Hij bleef zeven jaar op deze post.
In december 1937 werd De Decker tijdelijk zaakgelastigde op het nieuw opgerichte gezantschap in Riga voor de drie Baltische staten. In maart 1939 werd dit een vaste diplomatiek post en overhandigde De Decker zijn geloofsbrieven als buitengewoon gezant en gevolmachtigd minister aan de presidenten van Estland, Letland en Litouwen. Na de Duitse inval in Nederland werd op last van de Nederlandse regering in ballingschap door De Decker de Duitse industrieel dr. Kurt Tillmanns (1880-1945, sinds 1928 de Nederlandse ereconsul en sinds 1934 viceconsul in Kaunas) ontslagen. De Decker benoemde Jan Zwartendijk tot waarnemend consul in Kaunas. De Decker kreeg in juni 1940 het verzoek van Zwartendijk om voor het echtpaar Lewin een visum voor Curaçao aan te vragen (Nederland was reeds bezet gebied). Hiervoor was eigenlijk toestemming nodig van het land van eindbestemming. De Decker stelde hiervoor een tekst in het Frans op waarin deze toestemming ontbrak maar waarin wel de eindbestemming genoemd werd waardoor het document bruikbaar was als reisdocument (transit-visum). Tevens gaf dit document toegang tot andere niet bezette delen van het Koninkrijk zoals Suriname. In Kaunas zorgde dit document tot een kettingreactie en tientallen, vooral Joodse, mensen melden zich bij Zwartendijk. De reis zelf moest via de Sovjet-Unie en om daar toegang te krijgen wist Zwartendijk met hulp van de Japanse consul Chiune Sugihara transit-visa voor Japan te verkrijgen waar deze mensen met een visum voor Curaçao of Suriname welkom waren. In juli 1940 wisten Zwartendijk en Sugihara zo'n 2100 mensen aan een officieus visum te helpen. Op 3 augustus sloten de consulaten in de Baltische staten vanwege de annexatie door de Sovjet-Unie.
De Decker was vanuit Riga naar het neutrale Zweden gereisd waar hij van 1941 tot 7 juni 1943 tijdelijk zaakgelastigde was in Stockholm en vanaf maart 1943 gezantschapsraad. Hij ging vervolgens naar Londen waar hij voor het ministerie van Buitenlandse zaken in ballingschap begin 1944 de mogelijkheden voor de terugkeer van het ministerie naar Nederland verkende. In mei 1944 werd hij benoemd tot gezant bij de Joegoslavische regering in ballingschap in Londen. De Decker werd in november 1944 benoemd als gezant bij de Griekse regering in Londen en ging vervolgens naar Athene. Hij bleef tot in juni 1947 de Nederlandse gezant in Griekenland en was dat tot in juli 1946, toen er een vaste gezant benoemd werd in Belgrado, ook vanuit Athene voor Joegoslavië.
De Decker keerde terug naar Nederland en vestigde zich in Nunspeet waar hij eind 1948 op 64-jarige leeftijd overleed. Hij was tweemaal gehuwd. Eerst met Efrosina Savulesen en vervolgens met Jenny Mathilde Christine Cornelia Heyer (Hamburg, 22 augustus 1885 - Riga, 23 januari 1939).